# Vale de Joux
O vale de Joux em francês:  Vallée_de_Joux) é um vale no cantão de Vaud (Suíça) e cujo topónimo deriva do em francês:  district de la Vallée que era o nome de um dos 19 antigos distritos do cantão de Vaud.
O vale está situado no Distrito do Jura-Nord vaudois onde se encontram as comunas de Le Chenit, Le Lieu e L'Abbaye.

## Geografia
Vasto polje, este plissado de terreno estende-se por cerca de 30 km entre a depressão de Saint-Cergue a Morez com termo em Vallorbe-Pontarlier. Estende-se entre o monte Tendre até oeste onde se encontra o curso de água Le Risoud.

## Relojoaria
O vale de Joux é o berço da horologia de alta gama Suíça com firmas como :Audemars Piguet, Jaeger Lecoultre, Breguet, Blancpain, etc.
A mais antiga é a casa Louis Audemars fundada no Brassus en 1811, e á qual se segue Antoine Le Coultre em 1833

## História
A sua importância histórica começa com a implantação em 1126 da abadia do lago de Joux, hoje desaparecida, e da qual só resta a torre 

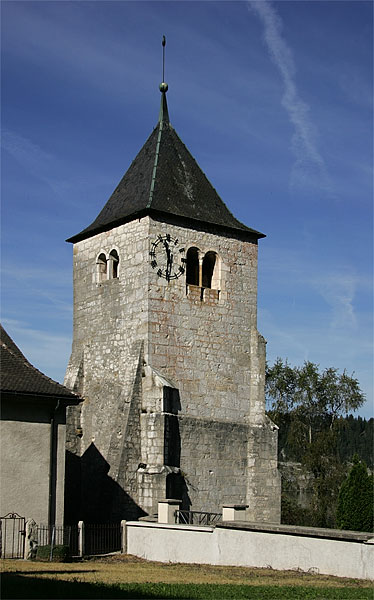
Torre Aymon

 mas que deu o seu nome á comuna, "l'Abbaye".
Na Idade Média foi teatro de várias guerras entre os senhores de Grandson e em 1219 começa a fazer parte do País de Vaud que se tornará mais tarde no cantão de Vaud fazendo parte da senhoria de Les Clées.
Intimamente ligada á história da cantão Suíço a que pertence, o vale de Joux passa pelo seu período Saboiardo a partir de 1344, o período bernês dos Senhores_de_Berna a partir de 1536, e o período vadois a partir de 1803